# پوران‌پور
پوران‌پور (به انگلیسی: Puranpur) یک منطقهٔ مسکونی در هند است که در Pilibhit district واقع شده‌است.

## خصوصیات
پوران‌پور  ۳۷٬۱۹۳ نفر جمعیت دارد و ۱۸۰ متر بالاتر از سطح دریا واقع شده‌است.